# La hora bruja
La hora bruja es una película cómica española de 1985 dirigida por Jaime de Armiñán. Producida por Serva Films en colaboración con TVE. Francisco Rabal y Concha Velasco obtuvieron el premio al mejor actor y a la mejor actriz en el Festival Internacional de Cine de Valladolid, y la película fue candidata al Óscar de Hollywood de 1985.

## Reparto
| Actor             | Personaje |
| ----------------- | --------- |
| Francisco Rabal   | César     |
| Concha Velasco    | Pilar     |
| Victoria Abril    | Saga      |
| Sancho Gracia     | Rubén     |
| Asunción Balaguer | la monja  |

## Argumento
César y Pilar son un peculiar matrimonio que han montado su hogar en un antiguo autobús en el que viajan por España. César, cuando era niño, fue un niño prodigio con una memoria extraordinaria, pero la perdió al contraer unas paperas y actualmente se gana la vida como mago callejero. Mientras viajan por Galicia recogen a una bella muchacha llamada Saga que revolucionará la vida de la veterana pareja.